# Insight (2015)
Insight, auch Insayt (russisch Инсайт), ist ein russischer Spielfilm aus dem Jahr 2015, der von Alexander Kott inszeniert wurde. Der Film erzählt die Geschichte eines jungen Mannes, der sein Augenlicht durch einen Unfall verloren hat und nun als Blinder sein Leben neu zu meistern versucht.

## Handlung
Pawel Sujew verliert durch einen tragischen Unfall sein Augenlicht. Dies stellt ihn vor große Herausforderungen. Er muss lernen, sein Leben ohne Sehkraft zu meistern. Alltägliche Aufgaben wie Hausarbeiten, Essen, Körperhygiene, die zuvor so einfach schienen, sind für ihn nun zu großen Schwierigkeiten geworden. 
Da alle Kontakte zu seinem alten Leben nach dem Unfall abgebrochen sind, ist er völlig auf sich alleine gestellt, bis er auf eine außergewöhnliche Frau namens Nadeschda („Hoffnung“) trifft. Nadeschda und Sujew verbringen viel Zeit miteinander; sie hilft dem blinden Sujew, das Leben neu kennenzulernen und seine Situation zu akzeptieren.